# Giorgio Calò
Giorgio Calò, (născut la 26 mai 1933, Monza) este un economist și politician  italian, fost membru al Parlamentului European în perioada 1999 - 2004 din partea Italiei. 
1. ↑  Deputații în Parlamentul European